# Икшозеро
Икшозеро — озеро на территории Пяльмского сельского поселения Пудожского района Республики Карелии.

## Общие сведения
Площадь озера — 8,4 км², площадь водосборного бассейна — 19,9 км². Располагается на высоте 171,1 метров над уровнем моря. Котловина ледникового происхождения.
Форма озера продолговатая: вытянуто с севера на юг. Берега каменисто-песчаные, местами заболоченные.
В озеро впадают два ручья. Из северной оконечности озера вытекает река Икша, впадающая в реку Выг.
Рыбы: щука, плотва, лещ, налим, окунь, ёрш.
С юга от озера проходит просёлочная дорога, отходящая от трассы А119 «Вологда — Медвежьегорск — автомобильная дорога Р-21 „Кола“».
Код объекта в государственном водном реестре — 02020001211102000006804.

## Дополнительные ссылки
- ВОПРОСЫ ЯЗЫКОЗНАНИЯ. vja.ruslang.ru. Дата обращения: 28 марта 2020.